# امشيحن (بني حسان)
امشيحن هو دُوَّار يقع بجماعة بني حسن، إقليم أزيلال، جهة بني ملال خنيفرة في المملكة المغربية. ينتمي الدوّار لمشيخة بني حسان التي تضم 4 دواوير. يقدر عدد سكانه بـ 1177 نسمة حسب الإحصاء الرسمي للسكان والسكنى لسنة 2004.

## روابط خارجية
- البوابة الوطنية للجماعات الترابية
- المندوبية السامية للتخطيط